# Ric Fierabracci
Ric Fierabracci (New York, 6 settembre 1963) è un bassista statunitense conosciuto per aver fatto parte della Dave Weckl Band, e del supergruppo Planet X.

## Biografia
Ric Fierabracci è un bassista americano che ha svolto attività di turnista con artisti come Frank Gambale, Chick Corea, Billy Cobham, Bradley Joseph, Shakira, Nancy Sinatra, The Beach Boys.
È presente nei video dei concerti dal vivo e negli album Live at Royal Albert Hall e Tribute, più recentemente in tournée durante il tour mondiale del 2003 Ethnicity. Appare anche nel video musicale di Shakira "Inevitable". 
Fierabracci si era esibito come bassista house al jazz club di Los Angeles "The Baked Potato" fino a quando non è ritornato a New York, e ha anche contribuito a numerosi jingle televisivi e cinematografici.

## Discografia

### Solista
- 2007 – Made in Australia

### Planet X
- 2002 – MoonBabies

### Collaborazioni
- 1990 - A Place with a View - Celeste Howard
- 1995 - One More Time - Nancy Sinatra
- 2003 - A Small World - Susan Burgy
- 2007 - Hemispheres - Phil Turcio
- 2011 - Less is Seldon More - Ed De Gennaro
- 2012 - Zistan - Ensaan
- 2016 - Fusiolicious - Oytun Eirsan